# سفارة الجمهورية العربية الصحراوية الديمقراطية في فنزويلا

خريطة فنزويلا [للإطلاع].

سفارة الجمهورية العربية الصحراوية الديمقراطية في فنزويلا هي البعثة الدبلوماسية للجمهورية العربية الصحراوية الديمقراطية بفنزويلا.

## قائمة السفراء
| الاسم          | صورة | الفترة | م     |
| -------------- | ---- | ------ | ----- |
| محمد سالم داحة |      |        | [ 1 ] |